# Heliconius permira
Heliconius permira är en fjärilsart som beskrevs av Hans Ferdinand Emil Julius Stichel 1923. Heliconius permira ingår i släktet Heliconius och familjen praktfjärilar. Inga underarter finns listade i Catalogue of Life.